# Anoplodactylus marcusi
Anoplodactylus marcusi är en havsspindelart som först beskrevs av Cândido Firmino de Mello-Leitão 1946.  
Anoplodactylus marcusi ingår i släktet Anoplodactylus och familjen Phoxichilidiidae. Inga underarter finns listade i Catalogue of Life.